# درايتك
درايتك (بالصينية التقليدية:居易科技) شركة تايوانية تأسست في العام 1997 ولها عدة فروع ووكلاء بالعالم، أبرزها في كل من بريطانيا وأستراليا وتخصص الشركة بأنظمة الاتصالات والشبكات.